# Quint
Quint – orgonaregiszter; az orgona első felhangját tartalmazó regiszter. Önmagában nem használható, tekintettel arra, hogy nem alaphangot szólaltat meg. Az előbb említett nevet alkalmazzák a legtöbbször a regiszter megjelölésére, de a „Quinta” és a „Quinte” megnevezés is elterjedt; de a "Nasat" megnevezés sem ismeretlen az organológiában. Ez az elnevezés a következő kvintsorokat takarhatja: 10 2/3’, 5 1/3’, 2 2/3’, 1 1/3’. Amennyiben „Quintbass” vagy „Grossquint” elnevezéssel találkozunk, úgy az lehet 10 2/3’ és 21 2/3’magas. A késő reneszánsz óta ismert regiszter, melyet napjainkig alkalmaznak az orgonaépítők. Anyaga ón vagy ritkább esetben horgany; alakja henger; jellege nyitott; hangja világos.